# Бажа
Бажа или Божа — река в России, протекает по Башкортостану.
Устье реки находится на высоте 233 м над уровнем моря в 139 км по левому берегу реки Юрюзань. Длина реки составляет 17 км.

## Данные водного реестра
По данным государственного водного реестра России относится к Камскому бассейновому округу, водохозяйственный участок реки — Уфа от Нязепетровского гидроузла до Павловского гидроузла, без реки Ай, речной подбассейн реки — Белая. Речной бассейн реки — Кама.
Код объекта в государственном водном реестре — 10010201112111100023514.